# Szirti létrafarkú
A szirti létrafarkú (Amytornis dorotheae) a madarak osztályának verébalakúak (Passeriformes) rendjébe és a tündérmadárfélék (Maluridae) családjába tartozó faj.

## Rendszerezése
A fajt Gregory Mathews ausztrál ornitológus írta le 1914-ben, a Magnamytis nembe Magnamytis woodwardi dorotheae néven.

## Előfordulása
Ausztrália észak részén honos. Természetes élőhelyei a szubtrópusi és trópusi cserjések és szavannák, sziklás környezetben. Állandó, nem vonuló faj.

## Megjelenése
Testhossza 19 centiméter, testtömege 21-25 gramm.

## Természetvédelmi helyzete
Az elterjedési területe kicsi, egyedszáma 14000 példány körüli és csökken. A Természetvédelmi Világszövetség Vörös listáján sebezhető fajként szerepel.